# Bonnie Brandon
Pour les articles homonymes, voir Brandon.
Bonnie Brandon, née le 28 décembre 1993, est une nageuse américaine, spécialiste de dos.

## Carrière
Lors des Championnats du monde en petit bassin 2012, elle a remporté la médaille d'argent au 200 m dos, devancée seulement par Daryna Zevina.

## Palmarès
- Championnats du monde en petit bassin 2012 à Istanbul (Turquie) :
  -  Médaille d'argent du 200 m dos

- Jeux panaméricains 2011 à Guadalajara (Mexique) :
  -  Médaille d'argent du 200 m dos